# 恩里科·帕加尼
恩里科·帕加尼（義大利語：Enrico Pagani，1929年9月7日—1998年10月2日），生于中华民国上海，意大利男子篮球运动员。他曾代表意大利参加1952年夏季奥林匹克运动会篮球比赛。他于1998年在米兰去世。